# Waldmühle (Herzberg)
Waldmühle ist ein Wohnplatz der amtsfreien Stadt Herzberg (Elster) im Landkreis Elbe-Elster in Brandenburg.

## Geographie
Der Weiler liegt sieben Kilometer südwestlich der Stadtmitte von Herzberg (Elster). Die Nachbarorte sind Buckau im Norden, Fermerswalde im Nordosten, Großrössen und Beyern im Südosten, Forsthaus Görnewitz und Löhsten im Südwesten, Züllsdorf im Westen sowie Annaburg im Nordwesten.